# Tuna Luso Brasileira
Der Tuna Luso Brasileira, in der Regel nur kurz Tuna Luso genannt, ist ein Fußballverein aus Belém im brasilianischen Bundesstaat Pará.
Aktuell spielt der Verein in der Staatsmeisterschaft von Pará.

## Erfolge
Männer:
- Staatsmeisterschaft von Pará: 1937, 1938, 1941, 1948, 1951, 1955, 1958, 1970, 1983, 1988
- Staatsmeisterschaft von Pará – 2. Liga: 2020
- Campeonato Brasileiro de Futebol – Série B: 1985
- Campeonato Brasileiro de Futebol – Série C: 1992

Frauen:
- Staatsmeisterschaft von Pará: 2011, 2013, 2014, 2024

## Stadion
Der Verein trägt seine Heimspiele im Estádio Francisco Vasques in Belém aus. Das Stadion hat ein Fassungsvermögen von 5000 Personen.

## Trainerchronik
Stand: August 2021
| Trainer           | Nation    | von            | bis               |
| ----------------- | --------- | -------------- | ----------------- |
| Valmir Louruz     | Brasilien | 1. Januar 1996 | 31. Dezember 1996 |
| Marajó            | Brasilien | 2011           |                   |
| Cacaio            | Brasilien | 2013           |                   |
| Lecheva           | Brasilien | 2013           | 2014              |
| Charles Guerreiro | Brasilien | 2014           |                   |
| Charles Gatinho   | Brasilien | 2016           |                   |
| Fran Costa        | Brasilien | 2016           |                   |
| Sinomar Naves     | Brasilien | 2017           |                   |
| Júnior Amorim     | Brasilien | 2018           |                   |
| Charles Guerreiro | Brasilien | 2019           |                   |
| Samuel Cândido    | Brasilien | 2019           |                   |
| Robson Melo       | Brasilien | 2020           | heute             |